# 三好桥
三好桥是连接沈阳市区和长白地区的一座跨越浑河的钢拱塔斜拉桥，北接三好街，南连长白北路。

## 历史
三好桥于2006年11月29日开工建设，2008年10月10日竣工通车，全长1342米，桥梁总长942米，主桥宽34米，为双向6车道。

## 荣誉
2009年荣获国际桥梁大会颁发的尤金·菲戈奖。